# Dracocephalum nuristanicum
Dracocephalum nuristanicum là một loài thực vật có hoa trong họ Hoa môi. Loài này được Rech.f. & Edelb. mô tả khoa học đầu tiên năm 1955.